# Alwin de Prins
Alwin de Prins (Dendermonde, 29 ottobre 1978) è un ex nuotatore lussemburghese.
Nato in Belgio, ha cominciato a gareggiare per il Lussemburgo dal 1995.
Ha partecipato alle Olimpiadi di Sydney 2000 e di Atene 2004.